# Chiropsella
Chiropsella is een geslacht van neteldieren uit de familie van de Chiropsellidae.

## Soorten
- Chiropsella bart Gershwin & Alderslade, 2007
- Chiropsella bronzie Gershwin, 2006
- Chiropsella rudloei Bentlage, 2013
- Chiropsella saxoni Gershwin & Ekins, 2015